# Rio Grădina Mucova
O Rio Grădina Mucova é um rio da Romênia, afluente do Casimcea, localizado no distrito de Constanţa.